# La meva mare és una bruixa
La meva mare és una bruixa (títol original: Wicked Stepmother) és una pel·lícula estatunidenca de Larry Cohen dirigida l'any 1989. Ha estat doblada al català.

## Argument
Tornant de vacances, Jenny i Steve troben Sam, el pare de Jenny, casat amb Miranda, una dona que en realitat és una bruixa. La seva vida es trastoca, sobretot quan s'ajunta a la família Priscilla, la filla de Miranda. Jenny decideix contractar un detectiu…

## Repartiment
- Bette Davis: Miranda Pierpoint
- Barbara Carrera: Priscilla
- Colleen Camp: Jenny Fisher
- Lionel Stander: Sam
- David Rasche: Steve Fisher
- Shawn Donahue: Mike
- Tom Bosley: Tinent MacIntosh
- Richard Moll: Nathan Pringle
- Evelyn Keyes: Witch Instructor
- James Dixon: Detectiu Flynn
- Seymour Cassel: Feldshine